# Tyrolean Music Station
Tyrolean Music Station (англ. Станция тирольской музыки) — предполагаемая французская коротковолновая номерная радиостанция, осуществлявшая своё вещание из французского города Шартр (регион Центр — Долина Луары). Вещание осуществлялось в первой половине 1970-х годов вплоть до 1975 года. Своим названием станция обязана немецкому йодлеру Францлю Лангу, песни которого звучали в эфире станции перед передачей каких-либо кодовых сообщений. Считается, что владельцем радиостанции была французская Служба внешней документации и контрразведки (SDECE), о чём публично стало известно осенью 1975 года после выпуска французского журнала Interférences, который сделал подобное заявление. После выпуска этого журнала вещание радиостанции прекратилось. В классификации ENIGMA нумеруется как G01; встречаются также условные обозначения G01b для иного формата вещания.

## Описание
Радиостанция выходила в эфир в 11:30 UTC по выходным (суббота и воскресенье), вещая на частотах 6425 и 6660 кГц. В промежутке с 11:30 по 11:40 в эфире звучали три тирольские песни в исполнении немецкого йодлера Францля Ланга. С 11:40 до 11:55 в эфире была тишина, хотя станция при этом не отключалась, после чего звучал фрагмент «Интернационала» из семи нот, сыгранный на музыкальной шкатулке. Этот фрагмент повторялся с ускорением вплоть до 12:00 дня, когда в эфир выходил мужской голос, говоривший на немецком. Мужчина по очереди оглашал имена агентов, затем обращался по отдельности к каждому и зачитывал шифрованное сообщение для каждого агента. Каждое сообщение начиналось со слова Achtung («внимание»), затем повторялось чуть быстрее и завершалось словом Ende («конец»). Сообщения выходили в прямом эфире, зачитываясь диктором, но также могли звучать и предварительно записанные сообщения. Адресатами сообщений Tyrolean Music Station, скорее всего, были агенты западных спецслужб, действовавшие в странах Варшавского договора. Минимальное количество адресатов в одном сообщении составляло 4 человека, максимальное — 29, в среднем количество адресатов составляло 12 человек.
Сообщение представляло собор группы по 5 цифр каждая, для расшифровки этих сообщений использовались одноразовые блокноты. Иногда перед сообщением диктор мог прочитать цифры от 1 до 0. Это обычно используется для проверки качества передачи сигнала. Также в качестве сообщений могли звучать некие предложения, в которых содержались скрытые инструкции — этого же принципа придерживалась лондонская франкоязычная радиостанция Radio Londres во Второй мировой войне, раздававшая указания членам Движения Сопротивления, находившимся в оккупированной Франции. Обычно в таком случае после третьей тирольской песни начинала звучать четвёртая, однако затем она затихала, а в эфире начинал звучать голос, зачитывавший некие предложения. Радиолюбителями были записаны следующие предложения:
- Helmut grüßt Franz. Helmut grüßt Franz. Guten Tag! (нем. Хельмут приветствует Франца. Хельмут приветствует Франца. Добрый день!)
- Die Größen 26 bis 32 passen mir gut (нем. Размеры с 26-го по 32-й мне подходят)
- Die Sonne scheint herrlich (нем. Солнце светит прекрасно)
- Unsere Henne ist dabei, ein Ei zu legen (нем. Наша курочка готова отложить яйцо)

Иногда в эфире звучали не те же самые песни, которые регулярно было слышно во время вещания Tyrolean Music Station, а другие. Именно их прерывали те самые кодовые предложения. Позже предложения повторялись, а после окончания повторов звучала фраза «Всего хорошего! До встречи!» (нем. Alles Gute! Auf Wiederhören!), прежде чем трансляция музыки возобновлялась. 26 декабря 1971 года, на Рождество, в эфире станции даже прозвучали рождественские поздравления. По некоторым данным, диктор говорил на немецком с эльзасским акцентом, что позволяло говорить о связи радиостанции с Францией.
Согласно исследователю номерных радиостанций Саймону Мэйсону, уровень передач был невысоким, а работа была любительского качества: в эфире постоянно были слышны перемотки ленты, какие-то щелчки, покашливание и другие звуки, не считая других ошибок радистов. В то же время, согласно сводкам радиолюбителей, имели место попытки заглушить станцию. Вещание станции немедленно прекратилось после того, как французский журнал Interférence опубликовал информацию осенью 1975 года о том, что станцию использует французская спецслужба SDECE.
Часть записей радиостанции позже вошла в саундтрек альбома The Conet Project; некоторые можно услышать и в игре Half-Life 2.